# Новомихайлівка (Нікопольський район)
Новомиха́йлівка — село в Україні, у Томаківській селищній громаді Нікопольського району Дніпропетровської області. Населення — 14 мешканців.

## Географія
Село Новомихайлівка знаходиться на відстані 1 км від села Запорізька Балка та за 1,5 км від села Миролюбівка.

## Інтернет-посилання
- Погода в селі Новомихайлівка [Архівовано 7 червня 2016 у Wayback Machine.]